# Schwarzburg-Sondershausen
Schwarzburg-Sondershausen var en tysk mikrostat och ett furstendöme som styrdes av huset Schwarzburg och existerade mellan 1599 och 1918. Furstendömet var beläget i det nuvarande förbundslandet Thüringen och dess huvudstad var Sondershausen.

## Geografi
Schwarzburg-Sondershausen omfattades till två tredjedelar av Unterherrschaft (huvudort Sondershausen) och till en tredjedel av Oberherrschaft (huvudort Arnstadt). Sammanlagd areal 862 km2. 57 procent av arealen var uppodlad, 30 procent skogbevuxen mark. Landet överensstämde till beskaffenhet och näringar med Schwarzburg-Rudolstadt. Bergsbruket var dock mindre betydande, varemot textilindustrin samt porslins-, glas-, maskin-, färg- och läderfabrikationen var av betydelse. Kommunikationerna underlättades av goda vägar och flera järnvägar. Befolkningen uppgick 1910 till 89 917 personer.
Städer som var belägna i furstendömet var Arnstadt, Sondershausen, Gehren, Langewiesen, Großbreitenbach, Ebeleben, Großenehrich, Greußen och Plaue.

## Förvaltning
Enligt den konstitutionella författningen av 1857 samt vallagen av 1856 (ändrad 1881) bestod lantdagen av högst 18 medlemmar, nämligen högst 6 av fursten på livstid utsedda, 6 representanter för de högst beskattade och 6 tillsatta för 4 år genom allmänna val. Till tyska riksdagen sändes 1 ombud, likaledes till förbundsrådet.
Högre dömande instanser var
Oberlandesgericht i Naumburg an der Saale och Landgericht i
Erfurt.
Statsinkomster och -utgifter balanserade för 1912-15 årligen på 3 417 748 mark. 1914-15 års matrikularbidrag var 75 900 och statsskulden april 1915 6,12 miljoner mark.
Landets färger var desamma som Schwarzburg-Rudolstadts, vapnet likaså, med den skillnaden, att sköldfoten var i guld.
Furstendömets trupper tillhörde 3:e thüringska infanteriregementet.

## Historia
Schwarzburg-Sondershausen uppstod 1583 då grevskapet Schwarzburg efter greve Günther XLI:s död delades mellan dennes båda bröder. Den ene brodern, Johan Günther, erhöll därvid ett område som ursprungligen kallades grevskapet Schwarzburg-Arnstadt. Detta grevskap delades i sin tur, bland annat 1681 då en del gavs namnet Schwarzburg-Sondershausen. De olika Schwarzburgska grevarna upphöjdes 1697 till furstevärdighet. År 1716 förenades Schwarzburg-Arnstadt och Schwarzburg-Sondershausen ånyo och definitivt, varvid det senare namnet kom att användas för hela landet.
Schwarzburg-Sondershausen ingick i Rhenförbundet 1807, fick 1841 av furst Günther Fredrik Karl en författning, omarbetad i liberal anda 1849 och 1857, samt anslöt sig 1866 till Nordtyska förbundet.
Den gren av huset Schwarzburg som regerat i Sondershausen utdog 1909, varvid landet förenades i personalunion med Schwarzburg-Rudolstadt under furst Günther. Denne tvangs dock vid första världskrigets slut att abdikera, vilket skedde den 25 november 1918. Från detta datum till den 1 maj 1920 utgjorde Schwarzburg-Sondershausen en fristat varefter det uppgick i den nybildade delstaten Land Thüringen.

## Regentlängd

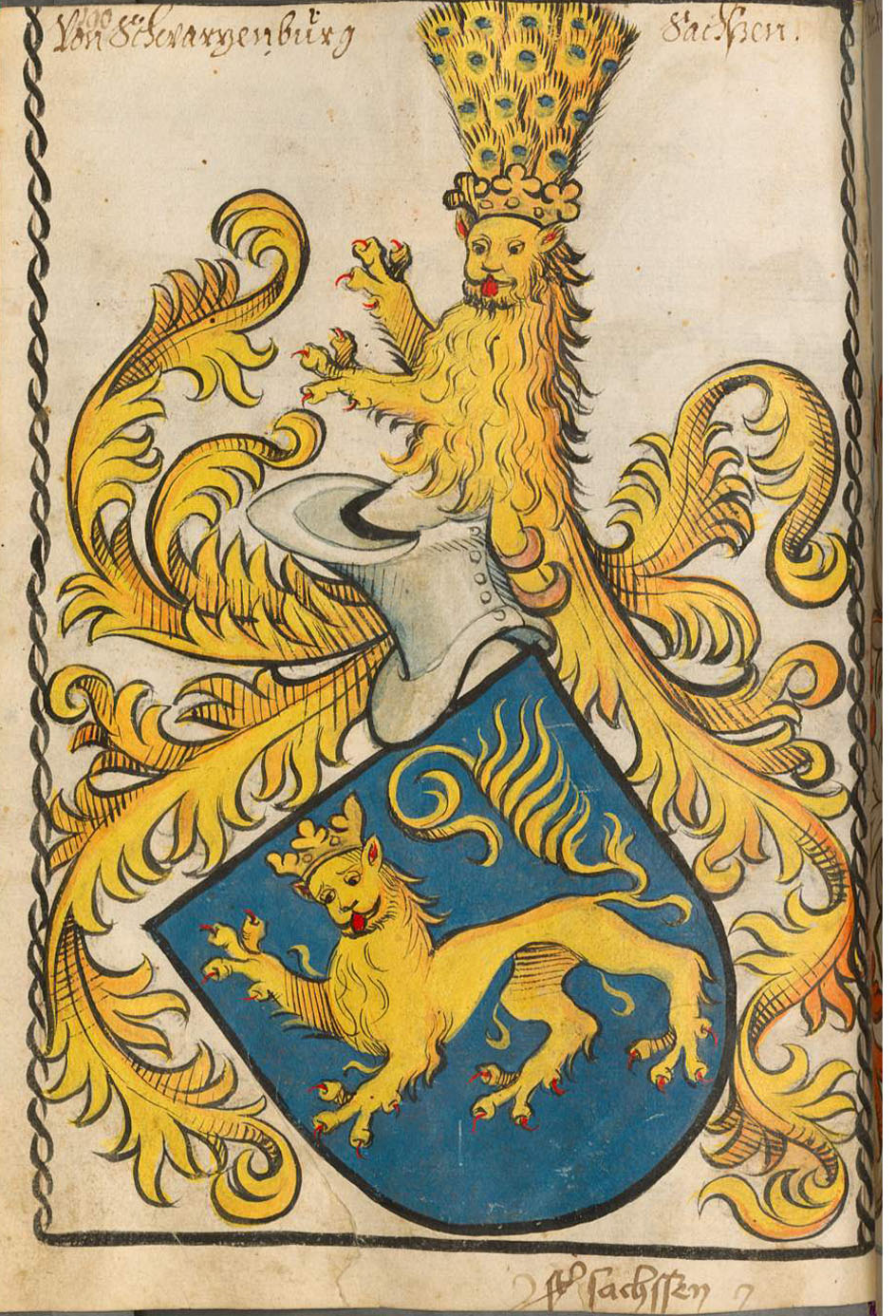
Ätten Schwarzburgs vapen ur en handskrift från 1400-talet.

### Grevar av Schwarzburg-Arnstadt och Schwarzburg-Sondershausen
- 1571–1586: Johan Günther I (1532–1586)
- 1586–1593: förmyndarregering under Johan och Anton av Oldenburg
- 1593–1642: Samregering mellan fyra bröder:
  - Christian Günther I (1578–1642)
  - Günther LXII (1570–1643)
  - Anton Henrik (1571–1638)
  - Johan Günther II (1577–1631)
- 1642–1666: Anton Günther I (1620–1666)
- 1666–1720: Anton Günther II av Schwarzburg-Arnstadt (1653–1716) (1666-1681 tillsammans med brodern Christian Vilhelm, se nedan)
- 1681–1720: Christian Vilhelm I av Schwarzburg-Sondershausen (1645–1721)

### Furstar av Schwarzburg-Sondershausen
- 1720–1740: Günther I (1678–1740),
- 1740–1758: Henrik (1689–1758)
- 1758–1794: Christian Günther III (1736–1794)
- 1794–1835: Günther Fredrik Karl I (1760–1837)
- 1835–1880: Günther Fredrik Karl II (1801–1889)
- 1880–1909: Karl Günther (1830–1909)
- 1909–1918: Günther av Schwarzburg-Rudolstadt